# Faro Ponce de León
El Faro Ponce de León (en inglés: Ponce de Leon Inlet Light) está ubicado en ensenada de Ponce de León, a 53 m, es el más alto de la Florida y uno de los más altos de los Estados Unidos. El faro de Cabo Hatteras que se encuentra en Carolina del Norte es el más alto de Estados Unidos con una altura de 63,09 m (207 pies ) y desde 1998 está catalogado como Monumento Histórico de los Estados Unidos.

## Ubicación
La localidad Ponce de Leon Inlet es una ensenada que se encuentra en la costa centro este de la Península de la Florida en los Estados Unidos y antiguamente se le llamaba Mosquito Inlet. Esta ensenada se encuentra al sur de la ciudad de Daytona Beach. El Faro Ponce de León se encuentra localizado entre el faro de San Agustín y el de Cabo Cañaveral.

## Historia
El primer faro en Mosquito Inlet se erigió al sur de la ensenada en 1835. Desafortunadamente, el aceite para la lámpara que debía arder en el faro nunca llegó, y pronto, después de construida la torre, una fuerte tormenta lavó gran parte de la arena que rodeaba la base y ésta se debilitó.
Durante la Segunda Guerra Seminole en diciembre de 1835, los Indios de la tribu Seminole atacaron a la población de Mosquito y dañaron irremediablemente el faro. Destruyeron los cristales de la lámpara y prendieron fuego a las escaleras de la torre, que al ser de madera, se consumieron. La ensenada de Mosquito fue abandonada y el faro colapsó al año siguiente.
Sin una señal en tierra, los barcos que navegaban cerca de la ensenada encallaban y naufragaban. Era necesario remediar esta situación. En 1883 se reedificó un nuevo faro, éste fue diseñado por Francis Hopkinson Smith, y su construcción la llevó a cabo Orville E. Babcockquien murió ahogado en 1884 en las aguas que rodean la ensenada. La torre fue terminada y la lámpara encendida en 1887.
La lámpara original ardía con queroseno, en 1909 ésta fue reemplazada por una lámpara de vapor de aceite incandescente. En 1933 la lente de Fresnel fija de primer orden fue reemplazada por otra lente de Fresnel giratoria de tercer orden. En 1924 un generador de gasolina fue instalado para proveer electricidad y bombear agua para las viviendas de los guardafaros o conserjes y en 1933 se colocó en el faro una lámpara de 500 W.
En 1927 el nombre de Mosquito Inlet (Ensenada Mosquito) fue cambiado por el de Ponce de León Inlet.
El faro fue desactivado por la Guardia Costera de los Estados Unidos en 1970 quien instaló un nuevo faro en New Smyrna Beach y en 1972, legó la propiedad y responsabilidad del Faro Ponce de León a las autoridades locales que organizaron la "Asociación para la Preservación del Faro"  que convirtió la antigua torre, las viviendas de los conserjes y sus dependencias en un museo. El faro pasó a formar parte de la lista de Lugares Históricos de los Estados Unidos ese mismo año.
En 1982 el faro volvió a dar servicio activo principalmente porque los nuevos edificios bloqueaban la visibilidad de la luz  del nuevo faro que la Guardia Costera dirigía en otra parte de la Ensenada.
El Faro y sus dependencias que llevan el nombre en inglés de The Ponce de Leon Inlet Light Station fue nombrado monumento histórico el 5 de agosto de 1998. Sólo 10 faros han alcanzado esta designación.

## El museo
El faro y las tres viviendas de los conserjes han sido restauradas y se encuentran abiertas al público como museo The Ponce de Leon Inlet Light Station. Allí se exhiben el original lente Fresner fijo de primer orden fabricado en París en 1867 por Barbier et Fenestre y el lente rotativo de primer ordenHenry Lepaute usado en Cabo Cañaveral (de 1860). El Barbier, Benard, et Turenne (lente Fresnel giratorio de tercer orden) de 1904 fue restaurado y opera en el faro.

## Datos
Contando los nueve escalones de granito bajo la puerta principal, el faro tiene 203 escalones. Estos eran escalados por lo menos dos veces al día por los conserjes para el mantenimiento de la lámpara y limpieza de las lentes. Uno de los conserjes murió de un ataque al corazón subiendo la preciosa escalera de caracol de hierro forjado. Otro conserje, al notar que aquel tardaba en regresar fue a buscarlo pero lo halló ya sin vida.
En 1897 el periodista Stephen Crane fue a cubrir la revuelta en Cuba contra el gobierno español que entonces dirigía la isla. Cuando el barco de nombre Commodoro en el que navegaba, se hundió, Crane escapó en un pequeño bote con varios compañeros. Al fin divisaron la luz proveniente del faro de Mosquito. Crane usó esta experiencia en su cuento corto The Open Boat.
Actualmente la lámpara del faro se ilumina con un reflector de 1 kW.

## Galería

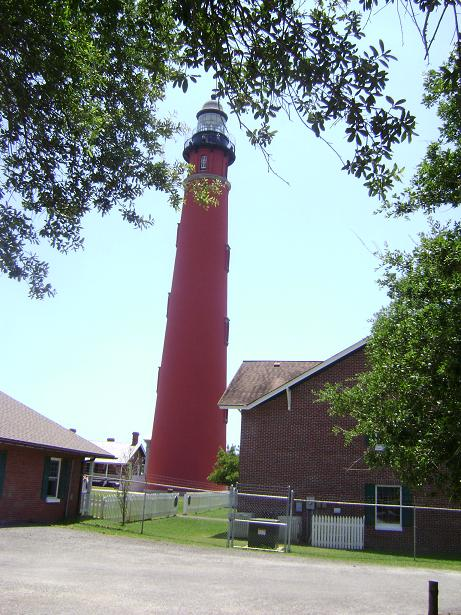
Faro
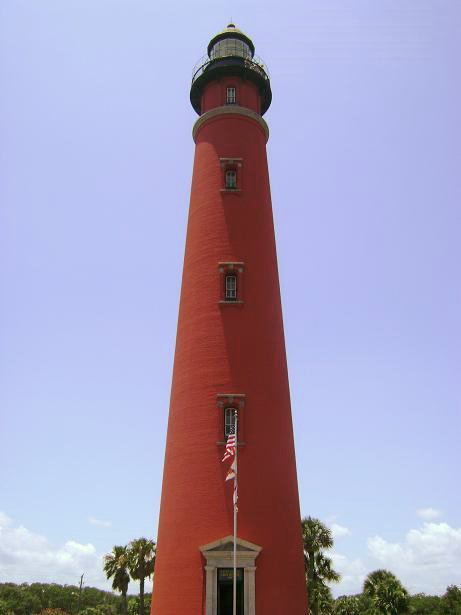
Faro
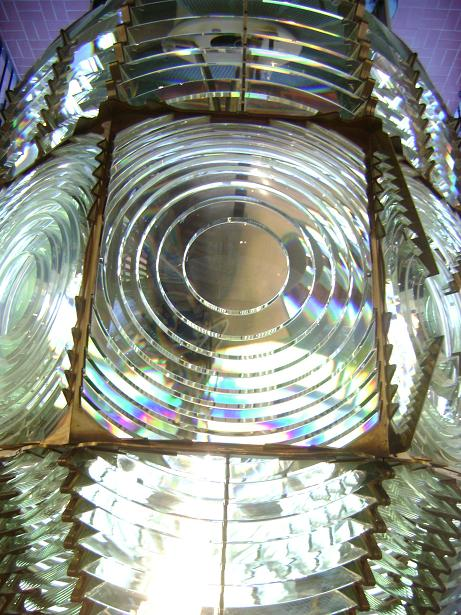
Lente de Fresnel
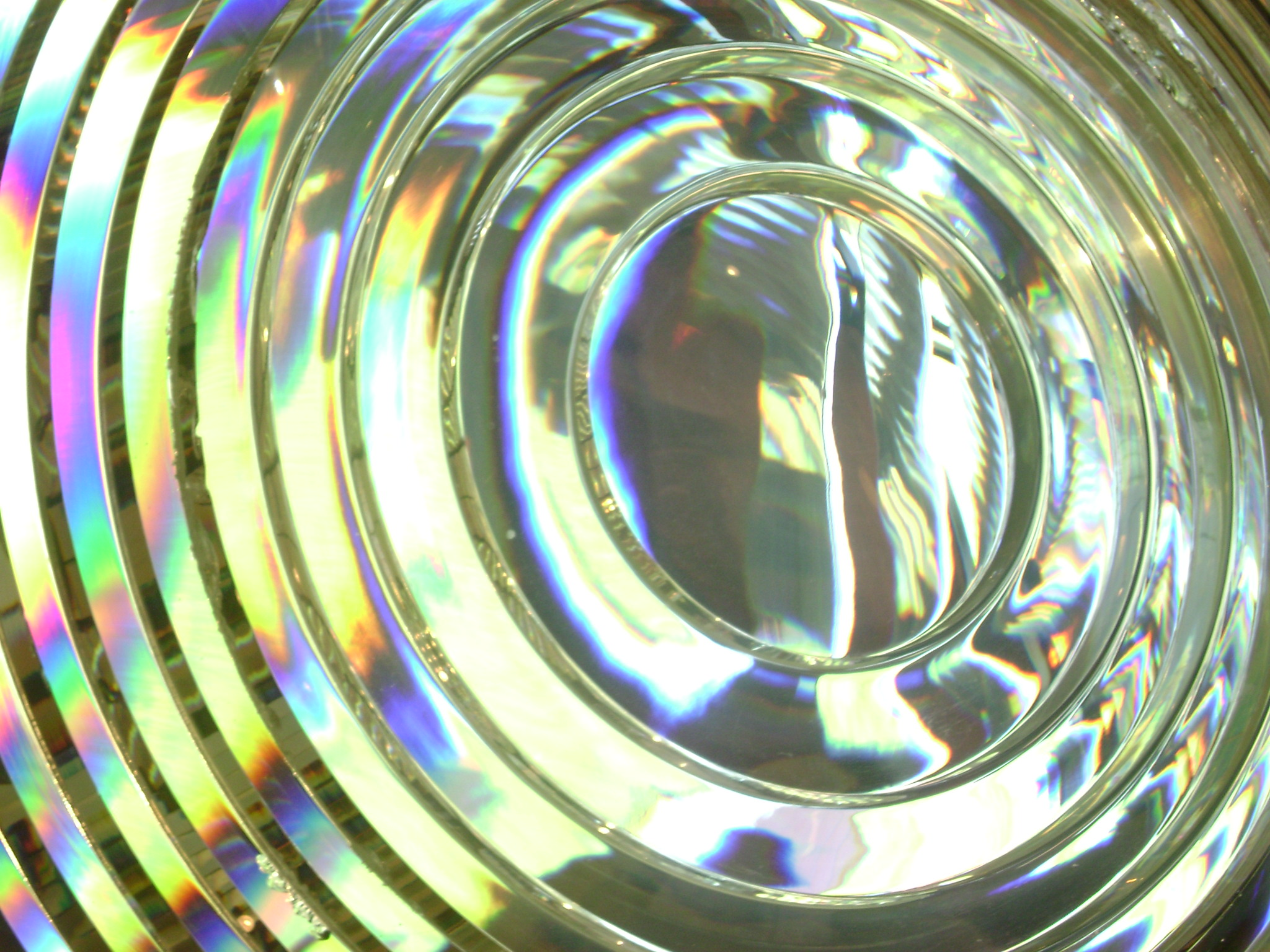
Lente de Fresnel
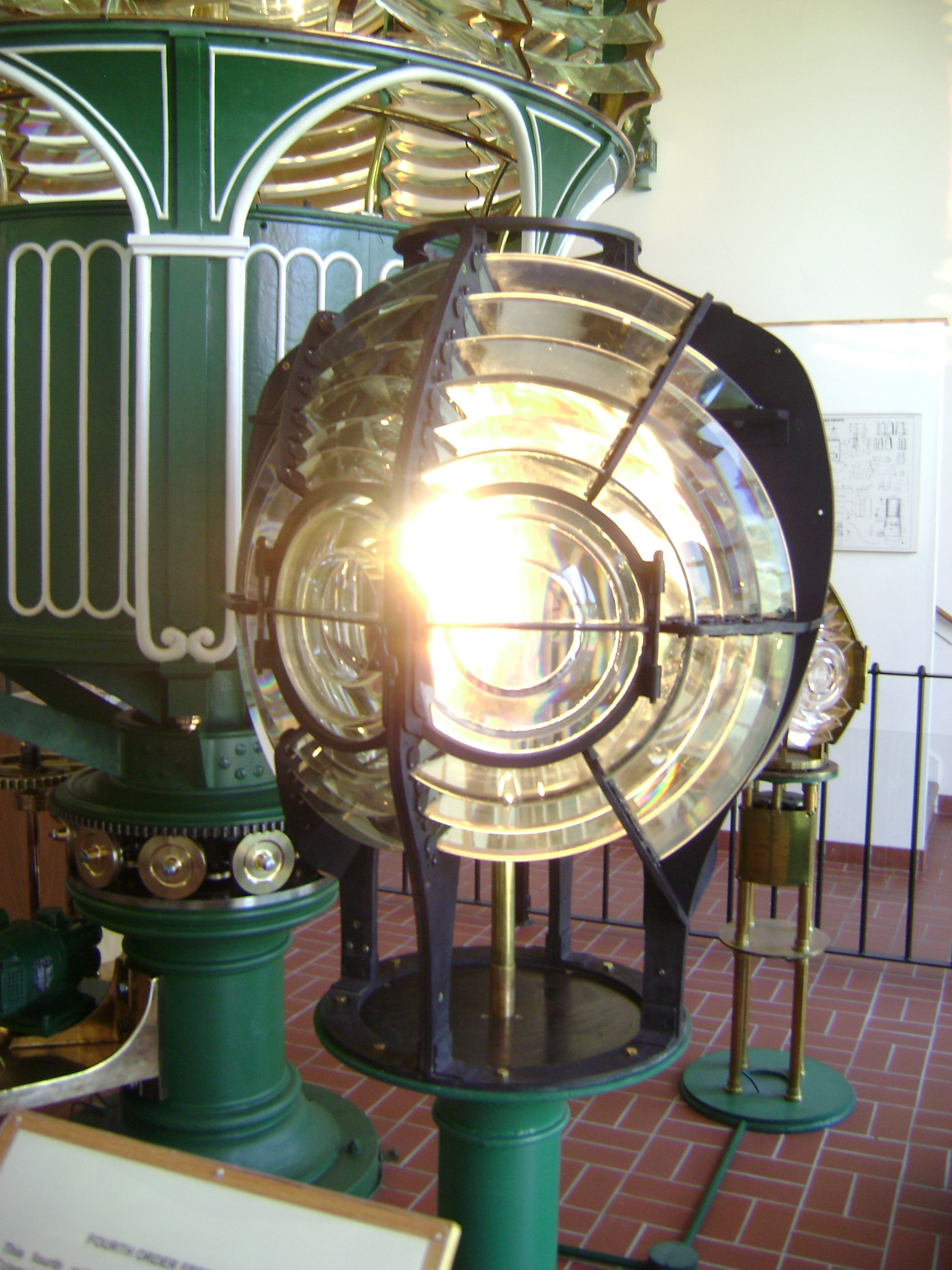
Lente de Fresnel

- Datos: Q3396139
- Multimedia: Ponce de Leon Inlet Light / Q3396139